# Tây Hạ Sùng Tông
Tây Hạ Sùng Tông (1083-1139), tên thật Lý Càn Thuận, là vị hoàng đế thứ tư của triều đại Tây Hạ, trị vì từ năm 1086 tới năm 1139.

## Tiểu sử
Lý Càn Thuận lên ngôi năm 3 tuổi, Lương Thái hậu nắm quyền nhiếp chính. Khi gia tộc họ Lương nắm quyền thì chính trị nhà Tây Hạ hủ bại, quân đội suy nhược. Nhà Tống nhân cơ hội đem quân xâm chiếm. Quân đội Tây Hạ nhiều lần thất bại. Năm 1099, Lương Thái hậu bị sứ giả nhà Liêu hại chết bằng thuốc độc. Sau đó, Sùng Tông tự thân nắm quyền chấp chính.
Khi cầm quyền, Sùng Tông tiếp tục quá trình Hán hóa và xóa bớt sức mạnh của các thị tộc Đảng Hạng, quy định những tộc trưởng bộ lạc như những người lãnh đạo có lực lượng chính trị mạnh, nhưng bắt buộc phải tuân theo mệnh lệnh của triều đình Tây Hạ, sức mạnh và ảnh hưởng của họ bị vua Sùng Tông giảm đi đáng kể. Ông tiến hành chỉnh đốn lại công việc triều chính, giảm thiểu phú thuế, chú trọng phát triển nông nghiệp, cải tạo thủy lợi. Nhờ thế, Tây Hạ lại trở nên cường thịnh, kinh tế xã hội phát triển tốt đẹp, chính trị rõ ràng. Thời kỳ này được sử sách ghi lại là Vĩnh An chi trị (永安之治).
Chính sách ngoại giao của ông cũng rất tinh tế. Giai đoạn này cả Tống lẫn Liêu đều suy yếu. Trước tiên, ông liên thủ với Liêu để đánh Tống, đoạt lại phần lớn đất đai. Đến thời kỳ Liêu Thiên Tộ Đế thì nhà Kim tấn công Liêu. Nhà Liêu cầu cứu thì ông lại cự tuyệt, liên thủ với Kim để tiêu diệt cả Liêu lẫn Tống và nhân cơ hội đó chiếm thêm một vùng đất rộng lớn ở hành lang Hà Tây dài trên cả ngàn lý.
Trong thời gian trị vì của mình, Sùng Tông trọng dụng Khổng giáo, dùng những người có học làm quan trong triều, củng cố quân đội, yên ổn dân sự,...nói chung đời vua Sùng Tông là một thời tương đối ổn định và phát triển của triều Tây Hạ. Đặc biệt, trong thời vua Sùng Tông, Phật giáo, đặc biệt là Phật giáo Tây Tạng (hay Lạt Ma giáo), trở nên thịnh hành, nhiều kinh điển đạo Phật được dịch sang tiếng Đảng Hạng.

## Niên hiệu
Sùng Tông cai trị 53 năm, thọ 56 tuổi, sử dụng các niên hiệu:
- Thiên Nghi Trị Bình (天儀治平) 7/1086-1089
- Thiên Hữu Dân An (天祐民安) 1090-1097
- Vĩnh An (永安) 1098-1100
- Trinh Quán (貞觀) 1101-1113
- Ung Ninh (雍寧) 1114-1118
- Nguyên Đức (元德) 1119-3/1127
- Chính Đức (正德) 4/1127-1134
- Đại Đức (大德) 1135-1139

## Gia đình

### Hậu phi
- Hoàng hậu: Gia Luật Nam Tiên, công chúa Thành An của nước Liêu.

### Con cái
- Thái tử Lý Nhân Hiếu
- Việt vương Lý Nhân Hữu
- Bộc vương Lý Nhân Trung
- Thư vương Lý Nhân Lễ